# アンヘル・クエジャル
アンヘル・マヌエル・クエジャル・ジャノス（Ángel Manuel Cuéllar Llanos、1972年9月13日 - ）は、スペイン・エストレマドゥーラ州ビジャフランカ・デ・ロス・バロス出身の元サッカー選手、サッカー指導者。ポジションはFW。元スペイン代表。

## クラブ経歴
1990年、レアル・ベティスでプロデビュー。1994-95シーズンにはリーグ戦37試合で14得点を記録し、シーズン終了後にFCバルセロナへと移籍した。2シーズン在籍したバルセロナでは定位置を掴めず、1997年夏に古巣レアル・ベティスに復帰し、2001年まで在籍した。
2001年にベティスを退団以降は、主にセグンダ・ディビシオンのクラブを転々とし、2008年にガリシア州のクラブであるナロンBPで現役を引退した。

## 代表経歴
1994年11月30日、フィンランド代表との親善試合でスペイン代表デビューを果たした。A代表通算2試合に出場した。

## タイトル

### クラブ
FCバルセロナ
- UEFAカップウィナーズカップ : 1回 (1996-97)
- コパ・デル・レイ : 1回 (1996-97)
- スーペルコパ・デ・エスパーニャ : 1回 (1996-97)

レバンテUD
- セグンダ・ディビシオン : 1回 (2003-04)

### 代表
U-16スペイン代表
- UEFA U-16欧州選手権 : 1回 (1988)